# Miasto sypialnia
Miasto sypialnia – określenie miasta z rozwiniętą funkcją mieszkaniową i usługową w zakresie zaspokajania podstawowych potrzeb, przy zaniedbaniu wytworzenia innych istotnych funkcji miejskich.
Mieszkańcy miasta sypialni pracują zazwyczaj w innym, zwykle nieodległym, ośrodku miejskim, tam też korzystają z większości usług. „Sypialnią” nazywana jest również część miasta o charakterze zbliżonym do miasta sypialni, nieposiadającą jednak odrębności administracyjnej. Charakter taki posiadają zazwyczaj wielkie zespoły mieszkaniowe.
Przykładami miast sypialni w Polsce są: Tychy, Jastrzębie-Zdrój, Milanówek, Rumia. Przykładami dzielnic pełniących takie funkcje w Krakowie są: Nowa Huta, Bieżanów Nowy, Kurdwanów Nowy i Nowy Prokocim, zaś w Warszawie – Białołęka.